# Intis Telecom
Intis Telecom — международная технологическая компания, СМС-провайдер, разработчик сервисов СМС-рассылки, сервиса укорачивания URL ссылок Cli.co, является членом Международной ассоциации операторов мобильной связи GSMA, Mobile Ecosystem Forum, RIPE и ICANN.

## Деятельность
Компания развивает несколько проектов: международный СМС провайдер, бесплатный сервис сокращения ссылок Cli.co, доменная зона 3-го уровня it.com. Офисы компании находятся в  России, Гонконге, Великобритании , США, Казахстане, Узбекистане, Израиле, Германии. Программные продукты компании зарегистрированы в России, США, Великобритании.  
Компания сотрудничает с 1200 мобильными операторами в 180 странах мира.

## История

### 2008-2010
Компания была основана в 2008 году в городе Казань предпринимателем Андреем Инсаровым.     
В 2009 году открыто новое направление - SMS рассылки для бизнес клиентов.  В течение 2010 года объём продаж данного направления увеличился с 10 тысяч до 10 миллионов рублей в месяц.    

### 2010-2020
В 2012 году компания приняла участие в международной выставке Mobile World Congress (Испания), где были заключены договоры о сотрудничестве с голландской Mobile Tulip и германской IDM.    
В том же году для удобства работы с европейскими юрисдикциями было открыто первое представительство за пределами РФ - в Литве.   
В 2013-2015 годах открыты представительства в Великобритании и США.  
В 2019 году открыто представительство в Узбекистане и Великобритании. 
Компания объявила об сотрудничестве с футбольной командой "Локомотив"  (Узбекистан). 

### 2020-
В 2020 году презентован новый проект - бесплатный сервис сокращения ссылок Cli.co.   
В 2021 году в рамках Всероссийского конкурса «Цифровой прорыв» команда компании заняла второе место в хакатоне, организованном государственной корпорацией недвижимости ДОМ.РФ. Программисты компании на основе блокчейн-фреймворка Exonum создали блокчейн-платформу для взаимодействия участников рынка ипотечного кредитования — покупателей, продавцов, банков и страхователей. 
Компания приняла участие в мероприятии -  Mobile World Congress 2021 (Испания),Web-summit (Португалия). 
В рамках Всероссийского конкурса «Цифровой прорыв» команда компании заняла второе место в хакатоне, организованном государственной корпорацией недвижимости ДОМ.РФ. Программисты компании на основе блокчейн-фреймворка Exonum создали блокчейн-платформу для взаимодействия участников рынка ипотечного кредитования — покупателей, продавцов, банков и страхователей. 
В ноябре на мероприятии Web-summit, компания презентовала новый продукт - доменную зону 3-го уровня IT.COM 
В 2022 году компания представила стенд проекта it.com на различных мероприятиях - Web Marketing Festival (Италия) , Domain Name Summit (Великобритания) , Affiliate World Dubai (ОАЭ).     
В июне 2022 года была опубликована информация о завершении сделки по приобретении доменного имени IT.COM. Сумма сделки составила 3,8 млн.долл.  Данная сделка является самой дорогой публичной сделкой в текущему году, по версии рейтинга сайта DNjournal.com. 
В период 2020-2022 года компания заключила ряд сделок по приобретению имени "IT" в различных доменных ccTLD расширениях, включая .AE,.AX,.AO,.BROKER,.BY,.CO.KE,.CM,.FM,.HN,.SB,.SV,.TD,.TN,.TO,.UK,.UY,.UZ,.GP,.LS,.MR,.ST,.SG,.SD,.TV .       

## Награды и премии
Премия «ComNews Awards. Лучшие решения для цифровой экономики» 2021 в номинации «Лучший цифровой проект российской компании на международном рынке».      